# Olaf Tufte
Olaf Karl Tufte (Tønsberg, 27 de abril de 1976) é um remador norueguês, bicampeão olímpico e bicampeão mundial.

## Carreira
Tufte competiu nos Jogos Olímpicos de 1996, 2000, 2004, 2008, 2012 e 2016. No skiff simples conquistou o bicampeonato olímpico em Atenas 2004 e Pequim 2008, além das medalhas no skiff duplo em Sydney 2000, com Fredrik Bekken (prata) e Rio 2016, com Kjetil Borch (bronze).